# 方太乡
方太乡，是中华人民共和国江西省赣州市兴国县下辖的一个乡镇级行政单位。

## 行政区划
方太乡下辖以下地区：
方太村、宝石村、富坑村、黄丰村、井口村、井下村、百丈村和分水村。